# Most vzdihljajev, Benetke
Most vzdihljajev (ital. Ponte dei Sospiri, beneško Ponte de i Sospiri) je most v Benetkah v Italiji. Zaprti most je iz belega apnenca, ima okna s kamnitimi prečkami, prečka Rio di Palazzo in povezuje Novi zapor (Prigioni Nuove) z zasliševalnimi sobami v Doževi palači. Zasnoval ga je Antonio Contino, katerega stric Antonio da Ponte je zasnoval most Rialto, zgrajen pa je bil leta 1603.

## Etimologija
Pogled z Mosta vzdihljajev je bil zadnji pogled na Benetke, ki so ga obsojenci videli pred zaporom. V resnici so bili dnevi inkvizicij in usmrtitev po hitrem postopku že mimo, ko je bil most zgrajen in celice pod streho palače so zasedli večinoma mali kriminalci. Poleg tega se je le malo videlo iz notranje strani mostu zaradi kamnitih rešetk, ki pokrivajo okna.

## Opis in zgodovina
Most vzdihljajev je zgrajen iz istrskega kamna v baročnem slogu in je bil zgrajen v začetku 17. stoletja po projektu arhitekta Antonia Contina, sina Bernardina Contina in vnuka Antonia Da Ponteja: gradbenika mostu Rialto po naročilu doža Marina Grimanija, katerega grb je tam vklesan.
Ta značilni beneški most, ki je blizu trga Piazza San Marco, prečka Rio di Palazzo, ki z dvojnim prehodom povezuje Doževo palačo z novimi zapori. Služil je kot prehod za zapornike iz prej omenjenih zaporov v urade državnih inkvizitorjev, kjer so jim sodili.
Je svetovno znan, fotografirajo jo turisti z vsega sveta. To ime je dobil, ker tradicija pravi, da so v času Serenissime ujetniki, ki so jo prečkali, vzdihovali ob možnosti, da bi zadnjič videli zunanji svet.
Ime Most vzdihljajev je izpričano že ob koncu 18. stoletja. 

## V popularni kulturi
V operi Le pont des soupirs iz leta 1861 Jacquesa Offenbacha je most kot prizorišče.
Most vzdihljajev je močno vključen v zaplet filma Diane Lane iz leta 1979, A Little Romance. Eden od likov pripoveduje o tradiciji, da če se par poljubi v gondoli pod Mostom vzdihljajev v Benetkah ob sončnem zahodu, medtem ko zvonijo cerkveni zvonovi, bosta za vedno zaljubljena.
Marillion, angleška progresivna rock skupina, omenja ta most v svoji pesmi 'Jigsaw'. ('Mi smo renesančni otroci, umirjeni pod Mostom vzdihljajev').
Priznani ameriški arhitekt H. H. Richardson je most uporabil kot navdih pri oblikovanju dela kompleksa zapora okrožja Allegheny v Pittsburghu, PA. Dokončan je bil leta 1888 in ima podobno zaprto obokano pot, ki povezuje sodišče in zapor, zato nosi isto ime.
V Cambridgeu in Oxfordu v Angliji je nekaj struktur, imenovanih Most vzdihljajev. Prva pripada univerzi St. John's University College, druga, ki je nenavadno bolj podoben mostu Rialto, pripada kolidžu Hertford. 
Poleg tega lahko v okrožju Barranco v Limi (prestolnici Peruja) občudujete puente de los Suspiros, simbolično točko okrožja in enega najbolj romantičnih krajev v mestu.
Tudi v New Yorku je kopija ali, bolje rečeno, "posodobljeni citat", ki služi kot povezava med dvema stavbama kompleksa Metropolitan Life Insurance Company Tower, nebotičnika, ki ga odkrito navdihuje zvonik San Marco.

## Galerija
- Most pred Mostom vzdihljajev. Slika posneta z Mosta vzdihljajev.
- Most vzdihljajev med vzdrževanjem
- John Singer Sargent, akvarel
- Pogled na Most vzdihljajev iz Ponte della Canonica.